# مهدي بوربيعة
مهدي بوربيعة (بالفرنسية: Mehdi Bourabia)‏ هو لاعب كرة قدم مغربي ولد في يوم 7 أغسطس 1991 في مدينة ديجون بفرنسا لكن أصوله ترجع لقرية ايت طوطس بجماعة تاونزا باقليم أزيلال ، يلعب حاليا لصالح ساسولو الأيطالي منذ 2018 في مركز الوسط المحوري .
هو أخ رشيد بوربيعة ونور الدين بوربيعة، و هما كذلك يمارسان كرة القدم.

## روابط خارجية
- مهدي بوربيعة على موقع اتحاد تركيا (لاعب) (الإنجليزية)
- مهدي بوربيعة على موقع إي إس بي إن إف سي (الإنجليزية)
- مهدي بوربيعة على موقع قاعدة بيانات كرة القدم.إي يو (الإنجليزية)
- مهدي بوربيعة على موقع ناشيونال فوتبول تيمز (الإنجليزية)
- مهدي بوربيعة على موقع Soccerbase.com (لاعب) (الإنجليزية)
- مهدي بوربيعة على موقع Soccerway.com (الإنجليزية)
- مهدي بوربيعة على موقع عالم كرة القدم.نت (الإنجليزية)
- مهدي بوربيعة على موقع كووورة
- مهدي بوربيعة على موقع AS.com (الإسبانية)
- Profile at Foot-National
- Profile at LevskiSofia.info